# Орден Петрович-Негош
Орден Петрович-Негош или Орден Петровичей-Негошей (черног. Орден Петровић-Његош) — княжеский и впоследствии королевский орден Черногории, являющийся на данный момент высшей династической наградой черногорского королевского дома.
Орден был учрежден князем (впоследствии королём) Николой I Петровичем в 1896 году в ознаменование двухсотлетия династии Петровичи-Негоши.
Орден имел одну степень и предназначался для награждения членов правящей династии (жаловался всем принцам и принцессам семьи Петрович-Негош). Также мог вручаться иноземным монархам и, в особых случаях, прочим иностранным гражданам.

## Описание
Представляет собой красный крест, покрытый белой эмалью, окружённый в форме овала золотой бахромой и тёмно-зелёным лавровым венком. Центр креста украшен двуглавым черногорским династическим орлом, выполненным из 20-каратного золота, ниже расположен позолоченный королевский лев.
Верхнее плечо креста украшено золотой монограммой «Д» (Данило I) и «НI» (Никола І) на нижнем плече. На перекладине горизонтально расположены даты — 1696 (слева) и 1896 (справа).
Лента — белая с красными боковыми полосами, идентичная ленте Ордена Князя Даниила I.
Орден Петрович-Негош очень редкая награда. Награждение может осуществлять только его гроссмейстер, которым в настоящее время является глава королевского дома Черногории Никола II Петрович-Негош. Вручается, в первую очередь, членам королевской черногорской семьи. Награждению могут подлежать наиболее преданные сторонники королевской семьи. После их смерти орден возвращается наследному принцу.

## Офицеры Ордена
- Петрович-Негош, Никола, глава королевского дома Черногории — Великий магистр (гроссмейстер)
- Его Королевское Высочество Борис, наследный принц Черногории — Вице-гроссмейстер
- Его Королевское Высочество Борис, наследный принц Черногории — Великий канцлер
- Йован Гвозденович — Канцлер
- Вероника Канас да Силва, наследная принцесса Черногории
- Её Королевское Высочество принцесса Алтиная Черногорская
- Милена Петрович-Негош, принцесса Черногории
- Николай Романов, Князь императорской крови России
- Дмитрий Романов, Князь императорской крови России
- Виктор Эммануил Савойский, принц Неаполитанский, глава Савойской династии
- Эммануил Филиберт Савойский, принц Венеции и Пьемонта.